# Madina Lake
Madina Lake es una banda estadounidense de rock alternativo formada en Chicago, Illinois en 2005. En marzo de 2007 lanzaron su primer álbum de estudio que se titula From Them, Trought Us, to You a través de Roadrunner Records. Su más reciente álbum lleva por nombre Attics to Eden, publicado en 2009.

## Historia

### 2005 - 2006: Formación yThe Disappearance of Adalia EP(2005 - 2006)
Nathan y Matthew Leone aparecieron por primera vez como integrantes de una banda llamada The Blank Theory originaria de Chicago mientras que el baterista Dan Torelli y el guitarrista Mateo Camargo estaban en una banda llamada Reforma, la que se había trasladado a Chicago. Es ahí donde los cuatro integrantes se conocen y, descontentos con su situación en sus respectivas bandas, deciden disolverlas y así unirse y formar Madina Lake. Shawn Currie de The Blank Theory también estaba en la alineación original de Madina Lake, pero decidió abandonar la banda poco después de que comenzaran a trabajar en su primer material. Tuvieron su primer concierto el 21 de mayo de 2005 en el histórico Metro Chicago.
Tuvieron su primer reconocimiento de los medios cuando aparecieron en una edición especial de Twin Fear Factor. Ganaron el premio de 50.000 dólares y lo invirtieron en un proceso de grabación del cual saldría su primer EP titulado The Disappearance of Adalia que fue lanzado el 22 de agosto de 2006.

### 2006 - 2008:From Them, Through Us, to You

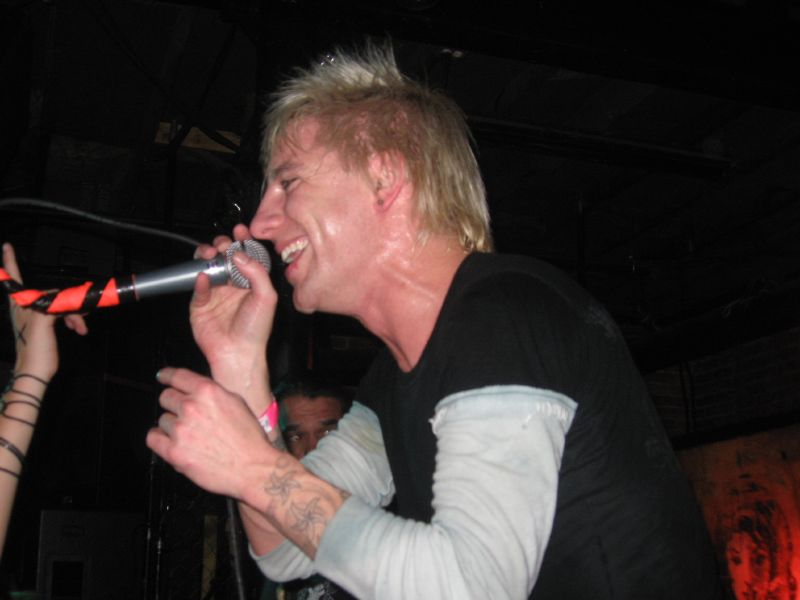
El vocalista Nathan Leone en 2007.

Después de lanzar The Disappearance of Adalia la banda ganó un contrato de grabación y firmó con Roadrunner Records en abril de 2006. Su primer álbum se titula From Them, Trought Us, to You y fue lanzado el 27 de marzo de 2007. Fue producido y mezcaldo por Mark Trombino. El álbum debutó en el #154 del Billboard 200 en los Estados Unidos y en el #60 en el UK Albums Chart del Reino Unido. Tras la publicación del álbum la banda inició un tour junto con Fightstar además de participar en el Projekt Revolution. Inicialmente iban a participar en Warped Tour de 2007, pero se decidieron por el Stage Revolution, debido a que Linkin Park los había escogido. Madina Lake también ha viajado junto con bandas como Story of the Year, Aiden y Mayday Parade entre otros. 
Durante 2007 fueron premiados por la revista británica Kerrang! como Mejor Artista Revelación Internacional.
Entre enero y febrero de 2008 estuvieron de gira tocando en el Reino Unido junto a Fightstar y Coheed and Cambria.
Un DVD que relata el proceso de composición y grabación de From Them, Trought Us, to You, así como viajes y eventos que le siguieron fue lanzado a finales de 2008.

### 2009-presente:Attics to Eden
La banda grabó su segundo álbum de estudio que lleva por nombre Attics to Eden. Fue producido por David Bendeth y publicado el 5 de mayo de 2009. Para comenzar la gira de promoción del álbum, la banda acompañó a Anberlin en su gira canadiense. Posteriormente participaron en el Soundwave festival del 21 de febrero al 2 de marzo, además de presentarse en todas las fechas del Warped Tour de 2009. La banda recorrió el Reino Unido en marzo y abril de 2010, con el apoyo de We Are The Ocean y Mayday Parade. En mayo de 2010 anunciaron a través de una entrevista con Rocksound que habían dejado su sello discográfico, Roadrunner.

## Miembros
- Nathan Leone - Voz
- Mateo Camargo - Guitarra, coros.
- Matthew Leone - Bajo, coros.
- Dan Torelli - Batería

## Discografía

### Álbumes de estudio
- 2007 From Them, Trought Us, to You
- 2009 Attics to Eden
- 2011 World War III

### EP
- 2006 The Disappearance of Adalia
- 2010 The Dresden Codex